# Gowainghat
Gowainghat è un sottodistretto (upazila) del Bangladesh situato nel distretto di Sylhet, divisione di Sylhet. Si estende su una superficie di 486,1 km² e conta una popolazione di 207.170 abitanti (dato censimento 1991).